# Luis Jorge Boone
Luis Jorge Boone (Coahuila, 1977) es un poeta, ensayista y narrador mexicano, ganador de diversos premios literarios nacionales. Entre sus últimas obras publicadas están la novela Toda la soledad del centro de la Tierra (Alfaguara, 2019), el libro de cuentos Suelten a los perros (Era, 2020) y el poemario Contramilitancia (Atrasalante, 2020).

## Biografía
Es licenciado en Administración por la Universidad Autónoma de Coahuila, carrera que no ejerció para dedicarse a la escritura. A lo largo de su carrera como escritor ha sido merecedor de diversos premios en distintos certámenes literarios, los cuales también han marcado un itinerario: comenzó por la poesía, siguió con el ensayo y continuó con la narrativa.
En 2003 publicó el poemario Legión (La Fragua), en 2004 Galería de armas Rotas (Tierra Adentro) y en 2005 Material de ciegos (ICA). Perteneció a la generación 2004-2005 de la Fundación para las Letras Mexicanas. 
En 2007 es galardonado con el Premio Nacional de Poesía Joven Elías Nandino por su obra Traducción a lengua extraña (Tierra Adentro) y posteriormente en 2008 con el Premio Nacional de Poesía Joven Francisco Cervantes Vidal por su obra Novela (Tierra Adentro).